# Gouania striata
Gouania striata är en brakvedsväxtart som beskrevs av Louis Claude Marie Richard. Gouania striata ingår i släktet Gouania och familjen brakvedsväxter. Inga underarter finns listade i Catalogue of Life.